# فرودگاه منطقه‌ای کلرادو
فرودگاه منطقه‌ای کلرادو (به انگلیسی: Colorado Plains Regional Airport) یک فرودگاه همگانی بهره‌برداری هوایی با کد یاتا AKO است که یک باند فرود آسفالت دارد و طول باند آن ۲۱۳۴ متر است. این فرودگاه در شهر آکرون، کلرادو کشور ایالات متحده آمریکا قرار دارد و در ارتفاع ۱۴۳۷ متری از سطح دریا واقع شده‌است.